# Friedhof Mansberg
Der Friedhof Mansberg ist ein Friedhof in Eilenburg im westlichen Stadtteil Berg. Er ist einer von sechs Friedhöfen in der Stadt. Der Friedhof Mansberg war als Zentralfriedhof konzipiert und entsprechend großzügig dimensioniert. Die Kapelle und die Toreinfriedung sind als Beispiel der Friedhofsarchitektur der späten 1950er-Jahre und wegen der baugeschichtlichen und ortsgeschichtlichen Bedeutung ein eingetragenes Kulturdenkmal in der Denkmalliste des Landesamtes für Denkmalpflege Sachsen.

## Lage
Der Friedhof Mansberg liegt im Stadtteil Berg am südwestlichen Ende von Eilenburg. Der Mansberg ist eine natürliche Anhöhe und Teil des Hochufers der Mulde. Im Mittelalter und der frühen Neuzeit wurde das Gelände für den Weinanbau genutzt. Die im Westen vorbeiführende Straße heißt heute noch Weinbergstraße. Die Umgebung ist geprägt von lockerer Wohnbebauung und Feldern. Südlich führen die Bahnstrecken Halle–Cottbus und Leipzig–Eilenburg vorbei. Im Zuge der Weinbergstraße verlief früher die Bundesstraße 107 und durchquerte das westliche Stadtgebiet in Nord-Süd-Richtung. Östlich vom Friedhof liegt die Sternwarte Eilenburg, südwestlich der Ortsteil Wedelwitz.

## Geschichte
Als Anfang der 1950er-Jahre die bestehenden Eilenburger Friedhöfe, insbesondere der Stadtfriedhof und der Bergfriedhof an ihre Kapazitätsgrenzen stießen, schob die Stadt 1953 die Planung eines neuen Bestattungsplatzes an. Der als neuer Zentralfriedhof geplante Friedhof Mansberg war für die Stadtteile Mitte und Berg sowie die damals noch selbstständigen Gemeinden Kospa, Wedelwitz und Hainichen mit zusammen fast 13.000 Einwohnern ausgelegt. Entsprechend großzügig war die Flächenplanung und die Dimensionierung der Kapelle.
1954 begann das Entwurfsbüro Hochbau II beim Rat des Bezirkes Leipzig mit der Projektierung des Vorhabens mit Kapelle, Leichenhalle und Pförtnerhaus. Ein Jahr später erwarb die Stadt Eilenburg das Grundstück und konnten Erschließung und Bau beginnen. An der Errichtung waren überwiegend Eilenburger Handwerker- und Baufirmen beteiligt. Mangel an Baumaterial führte zu Verzögerungen und Abstrichen bei der Bauausführung. Am 25. August 1960 erfolgte die offizielle Übergabe des Neuen Friedhofs.
Nachdem der Bedarf durch eine geänderte städtische Friedhofsplanung spürbar sank, wurde 2007 der westliche Teil entwidmet und ab 2016 mit Einfamilienhäusern bebaut.

## Anlage
Der Friedhof ist in 18 Abteilungen unterteilt. Es gibt ein- oder mehrstellige Wahlgräber, Urnenwahlgräber, Reihengräber, anonyme und teilanonyme Urnengemeinschaftsgräber sowie Kindergräber. Ursprünglich betrug die West-Ost-Ausdehnung rund 270 Meter und die Nord-Süd-Ausdehnung 150 Meter. Damit ergab sich eine Fläche von rund vier Hektar. Aufgrund einer geänderten Friedhofsplanung seitens der Stadt und der schrumpfenden Einwohnerzahl war die Größenkonzeption nach der Wende überholt und es erfolgte eine Verkleinerung des Areals. Der westliche Teil hin zur Weinbergstraße von circa 1,5 Hektar Größe wurde daher entwidmet und als Eigenheimstandort ausgewiesen. Zugänge gibt es seit jeher von der Weinbergstraße (westlicher Zugang) und von der Straße Mansberg (östlicher Zugang).

### Kapelle
Die großzügige Kapelle ist als langgestreckter eingeschossiger Bau angelegt und wurde 1958 errichtet. Sie besteht aus dem hohen Kapellenbau an der Westseite und einem niedrigeren Seitentrakt, der sich östlich anschließt. Dort befinden sich die Kühlzellen und Sanitärräume sowie früher die Friedhofsverwaltung und eine Werkstatt. Die Frontseite besitzt dem Eingang vorgelagerte Arkaden in Form von drei rundbogenförmigen Öffnungen. Der Eingang selbst ist ebenso rundbogig ausgeführt. Im Giebel befinden sich zentral drei schmale hochrechteckige Fenster. An der Westseite befinden sich drei langgestreckte Segmentbogenfenster mit einer originalen Bleiglaseinfassung, die die Trauerhalle beleuchten. Türen und Fenster sind in stark hervortretende Gewände aus Kunststein gefasst. Das aufgesetzte Satteldach trägt an der südlichen Giebelspitze ein Glockenhäuschen als Dachreiter. Der Südseite des Seitentrakts ist ein Säulengang mit zurückgesetzter Fensterfront vorgelagert. Der Sockel und die außenliegenden Böden sind in Naturstein ausgeführt. Die Fassade ist mit einem zeittypischen Patsch-Putz versehen. Eine vollständige Sanierung der Kapelle erfolgte in zwei Etappen 2018 sowie 2021/2022 und kostete knapp 700.000 Euro.
Die Feierhalle ist mit originalen Beleuchtungskörpern ausgestattet. An der Nordwand befinden sich Lisenen und Mauervertiefungen für den flachen Altar. An der Südwand über dem Portal befindet sich die Orgelempore mit einem nicht näher bekannten Instrument.

### Einfriedung
Der Friedhof besitzt eine uneinheitliche Einfriedung. Ein kurzer Abschnitt im Bereich des Osttores greift die Gestaltung der Kapelle auf und ist wie diese denkmalgeschützt. Ansonsten bilden Zäune und Hecken die Grenzen des Friedhofsareals.